# S14 (gruppo ucraino)
S14, noto anche come Sich (in ucraino С14 (Січ)?), è un gruppo neo-nazista ucraino fondato nel 2010 che ha acquisito notorietà nel 2018 per essere stato coinvolto in violenti attacchi ai campi rom in Ucraina.

## Storia
S14 nasce nel 2010 come ala giovanile del partito politico ultranazionalista Svoboda.
S14 è stato uno dei gruppi di estrema destra attivi durante il movimento Euromaidan (novembre 2013-febbraio 2014). Sono stati coinvolti in scontri violenti con i manifestanti filo-governativi.
All'inizio del 2018 la città di Kiev e l'S14 hanno firmato un accordo che consente all'S14 di istituire una "guardia municipale" per pattugliare le strade della città.
Nel 2019 un ex ufficiale dell'intelligence del Servizio di sicurezza dell'Ucraina (SBU) ha dichiarato che l'SBU aveva trovato un terreno comune con "C14" e li aveva indirizzati a compiere alcune azioni contro i separatisti che non potevano arrestare legalmente, come perquisizioni e identificazioni. Le azioni includevano anche la provocazione di danni fisici, come far schiantare delle auto.

## Controversie
L'organizzazione "Terrorism Research & Analysis Consortium", sostiene che il numero 14 nel nome del gruppo sia un riferimento allo slogan Quattordici parole coniato dallo statunitense suprematista bianco David Lane. Il gruppo S14 sostiene invece che il nome assomiglierebbe alla parola Sich, il nome dato ai centri amministrativi e militari per i cosacchi nel XVI-XVIII secolo. Il leader dell'S14, Yevhen Karas, si è difeso ripetutamente dalle accuse di professare l'ideologia nazista, in quanto i suoi principali "scontri" sarebbero avvenuti con "gruppi etnici non ucraini che controllavano le forze politiche ed economiche dell'Ucraina", a sui dire, i polacchi, i russi e gli ebrei. Il politologo tedesco, Andreas Umland, ritiene che il gruppo S14 potrebbe qualificarsi come neonazista. Radio Free Europe ha riferito, nel giugno 2018, che i membri del gruppo avevano espresso apertamente opinioni neonaziste.
Nel 2017, S14 è stato accusato dall'attivista di sinistra contrario alla guerra del Donbass, Stas Serhiyenko, di essere stato coinvolto nel suo accoltellamento. Il giorno dopo il leader dell'S14, Karas, rivendica l'attacco, accusando Serhiyenko di aver sostenuto i disordini filo-russi del 2014 a Charkiv e l'annessione russa della Crimea nel 2014.
Nel febbraio 2018, la pagina di S14 su Facebook ha fatto un post in onore di Andriy Sereda, leader della band neonazista "Komu Vnyz".
Nel giugno 2018, S14 ha acquisito notorietà internazionale dopo esser stato coinvolto in violenti attacchi ai campi rom nei pressi di Leopoli.